# 9900 Llull
9900 Llull este un asteroid din centura principală de asteroizi.

## Descriere
9900 Llull este un asteroid din centura principală de asteroizi. A fost descoperit pe 13 iunie 1997 la Costitx de Manuel Blasco. El prezintă o orbită caracterizată de o semiaxă mare de 2,14 ua, o excentricitate de 0,21 și o înclinație de 3,5° în raport cu ecliptica.